# Granada (Minnesota)
Granada – miasto w Stanach Zjednoczonych, w stanie Minnesota, w hrabstwie Martin.